# 甲斐谷忍
甲斐谷 忍（かいたに しのぶ、1967年9月24日 - ）は、日本の漫画家。男性。代表作に『ソムリエ』・『ONE OUTS』・『LIAR GAME』がある。

## 略歴
鹿児島県鹿児島市出身で鹿児島県立甲南高等学校と鹿児島大学工学部電子工学科を卒業。学生時代は音楽バンド活動に熱中し、大学では情報処理工学を専攻してコンピュータ・プログラムを学ぶ。大学卒業後、中越パルプ工業株式会社入社。富山県高岡市に配属されていた時期にヤングマガジン月例賞に投稿し、初投稿作が佳作受賞。1991年に第42回手塚賞（ストーリー部門）準入選の後、会社を退職し、1993年に漫画家デビュー。1994年に『週刊少年ジャンプ』（集英社）で開始した『翠山ポリスギャング』で連載デビュー。
- 1991年 - 下半期に『もうひとりの僕』で第42回手塚賞準入選受賞。
- 1994年 - 8号より28号まで、『週刊少年ジャンプ』で『翠山ポリスギャング』を連載。
- 1996年 - 『MANGAオールマン』2月号より『ソムリエ』（原作：城アラキ）を連載開始。ドラマ化もされて一躍ワインブームの先駆けとなるが、1999年10月号で連載を終了。
- 1998年 - 『ビジネスジャンプ』において『ONE OUTS』の連載を開始。今までに無いタイプの異色野球漫画として人気を博し、2006年まで連載された。甲斐谷忍の代表作の一つ。
- 2000年 - 『MANGAオールマン』1号より『太平天国演義』の連載を開始。しかし、『MANGAオールマン』の休刊（事実上の廃刊）により連載は中断される。その後2002年から2003年にかけてビジネスジャンプ増刊『BJ魂』にて単発的に続編が掲載されるも、未完のまま中断。もっとも『週刊ヤングジャンプ』2008年23号の後書において、「100万円を1日で使いきるとしたら?」という質問に対し「『太平天国演義』第4巻を自費出版する」と答えていることから、未練は持っているようである。
- 2005年 - 『週刊ヤングジャンプ』において『LIAR GAME』が12号から17号まで集中連載。好評のため、同年41号から52号まで再び集中連載された。2006年26号より36号まで第3部を集中連載。2007年12号から連載を再開。テレビドラマ化された。
- 2007年 - 『ビジネスジャンプ』12号より『霊能力者 小田霧響子の嘘』が月イチ連載開始。
- 2008年 - 10月より日本テレビ系列にて『ONE OUTS』がアニメ化。それに伴い、『ビジネスジャンプ』で『ONE OUTS-疑惑のオールスター編-』を短期集中連載。
- 2011年 - 『ジャンプ改』Vol.2より、『ウイナーズサークルへようこそ』の連載を開始。
- 2016年 - 『週刊少年マガジン』4・5合併号より、22年振りの少年漫画となる『無敵の人』の連載を開始。
- 2019年 - 『週刊ヤングマガジン』17号より、『新・信長公記〜ノブナガくんと私〜』の連載を開始。
- 2022年 - 『グランドジャンプ』5号より、『カモネギのネギには毒がある-加茂教授の"人間"経済学講義-』の連載を開始。

## 人物
- 大の競馬好きであり、『LIAR GAME』の登場人物の名前は実在の競馬関係者に由来するものが多い。
  - 元々は「漫画の登場人物の名前を覚えていくのが大変で、『ONE OUTS』のときはしばしば混乱してしまった」ことから、「顔とイメージが一致するジョッキーの名前を使う」ことでその問題をクリアしようと考えたことが契機だという[2]。
  - 当初はJRAの騎手の名前を使っていたが、最近は「いよいよ名前が足りなくなってきた」ため地方競馬の騎手や引退した騎手の名前を使うことが多いとのこと[2]。
  - ちなみに2007年のオークスでは、ちょうど『LIAR GAME』で秋山深一と福永ユウジが戦った直後で、1着に福永祐一騎乗のローブデコルテ、2着に秋山真一郎騎乗のベッラレイアが入った。甲斐谷の元にもファンから「おかげで当たりました」との声が届いた[2]。
- 子供の頃に特に影響を受けた作品は鴨川つばめの『マカロニほうれん荘』である。
- 絵柄は能條純一、上條淳士、望月玲子の影響を大きく受けている[3]。
- 『ONE OUTS』や『LIAR GAME』など集中連載を行うことが少なくない。
- 2000年頃から匿名で「漫画家Pの心象風景」というサイトを運営していたが、2001年頃に一旦閉鎖、2003年頃からは「太平天国演義マニアックス」という公式ページを開設したが、1年余りで更新が滞りがちになり、2005年末頃に完全に閉鎖された。
- 大学の専門は電子工学であり、大学時代はパソコンゲームのプログラム作りにはまっていたため『LIAR GAME』のゲームを作るのは得意[4]。
- 千葉ロッテマリーンズのファンである。

## 作品
- 翠山ポリスギャング（全2巻）
- 桃源郷（短編集）
- ソムリエ（全9巻）
- ONE OUTS（全20巻）
- 太平天国演義（全3巻、未完）
- LIAR GAME（全19巻）
- 霊能力者 小田霧響子の嘘（既刊7巻、未完）
- ウイナーズサークルへようこそ（全9巻）
- 無敵の人（全4巻）
- 新・信長公記〜ノブナガくんと私〜（全8巻）
- LIAR GAME roots of A 甲斐谷忍短編集（2008年7月23日、集英社から発売）
  - LIAR GAME roots of A （『週刊ヤングジャンプ』2008年9号掲載）
    - LIAR GAMEの読みきり。秋山深一が神崎直と出会う5年前の話。

  - ナインダーツ （『週刊ヤングジャンプ増刊 漫革』2001年9月20日号掲載）
    - ミドリ病感染者キョウと、ダーツを巡る話。

  - サンソウ〜禁断の占術〜1 （『週刊ヤングジャンプ増刊 漫革』2002年6月5日号掲載）
    - 伝説の占い師桐生飛鳥と、女社長松村香織の話。

  - サンソウ〜禁断の占術〜2 （『週刊ヤングジャンプ増刊 漫革』2002年9月25日号掲載）
    - 桐生飛鳥と、バスジャックの話。

  - 甲斐谷忍の愛犬物語 （『ビジネスジャンプ増刊 BJ魂』2007年1月1日号掲載）
    - 甲斐谷忍の愛犬ベガ（ミニチュアダックス）の話。

  - @ラヴァーズ （『MANGAオールマン』1999年19号掲載）
    - コンピューター工場員寿士と、出会いサイト@ラヴァーズを巡る話。
- カモのネギには毒がある（原作：夏原武、『グランドジャンプ』2021年17号掲載[5]、既刊11巻）

### 単行本未掲載作品
- 赤の他人（1999年4月発行『COMIC CUE』VOLUME SIX（イースト・プレス）掲載）
- サンソウ〜禁断の占術〜3（『週刊ヤングジャンプ増刊 漫革』31掲載）
- ハムラビコート（『イブニング』2017年6号・7号掲載）

## アシスタント
- 尾田栄一郎